# Rouvroy-sur-Marne
 Rouvroy-sur-Marne  es un poblado y comuna francesa en la región de Champaña-Ardenas, departamento de Alto Marne, en el distrito de Saint-Dizier y cantón de Doulaincourt-Saucourt.

## Demografía
| 288 | 304 | 257 | 345 | 315 | 348 |
| Para los censos de 1962 a 1999 la población legal corresponde a la población sin duplicidades (Fuente: INSEE [Consultar]) |     |     |     |     |     |